# Лезгинская диаспора
Лезгинская диаспора (лезг. Лезги диаспора, къецен патан Лезгияр) — лезгины, проживающие за пределами Дагестана и Азербайджана, в более широком смысле - за пределами лезгинской автохтонной и этнической территории (лезг. Лезгиччил (Лезгинская земля)) а также лезгинские народы считающие себя связанными с лезгинским этносом с точки зрения этнической, языковой, культурной или исторической общности. Характеризуется преобладанием мужской трудовой миграции, которая направлена преимущественно в урбанизированные регионы РФ, а также других стран, где этнические лезгины были депортированы после Штульского восстания в Среднию Азию (Казахстан, Кыргызстан, Узбекистан и Туркменистан) и после кавказской войны в Османскую империю.

## История лезгинской диаспоры
Впервые за пределами родных земель лезгины оказались после Кавказской войны,  когда в 1865 году около 4 000 семей лезгин переселились в пределы Османской империи в качестве беженцев-мухаджиров. На сегодняшний день потомки тех переселенцев и составляют основную часть лезгинских диаспор в Турции и Ираке.

### В СССР

#### Средняя Азия
в 1930-е годы антиисламская политика Сталина и коммунистов спровоцировало лезгин на ответные меры, в результате чего вспыхнуло Штульское восстание во главе с имамом Гази Мухаммадом Штульским. Коммунистами к наказанию были привлечены 316 участников движения, из них 212 расстреляли, 104 осудили на сроки от 3 до 10 лет, остальных же с целью ассимиляции депортировали в Туркменистан а также в Кыргызстан, Казахстан и Узбекистан.

#### Другие регионы России
Также значительно увеличилась лезгин диаспора в других регионах Российской Федерации, куда лезгины выезжают по экономическим и политическим соображениям, в основном в Тюменскую область, где на 2021 год уже 17 694 лезгин.

## Количество лезгин по странам
| Страна                        | Центры лезгинского населения | Численность лезгин | Подробнее               |
| традиционные места проживания | |                    |                         |
| Дагестан                      | Ахтынский, Дербентский, Докузпаринский, Табасаранский, Курахский, Магарамкентский, Сулейман-Стальский, Хивский и Рутульскийх районах, а также в Махачкале и Каспийске | 416 963            | Лезгины в Дагестане     |
| Азербайджан                   | Гусарском, Губинском, Хачмазском, Габалинском, Исмаиллинском, Огузском, Шекинском и Кахских районах, а также в Баку и Сумгаите | 365 000            | Лезгины в Азрбайджане   |
| диаспора                      | |                    |                         |
| Россия                        | Москва, Московская область, Санкт-Петербург, Тюменская область, Ханты-Мансийский автономный округ - Югра, Ростовская область, Волгоградская область, Самарская область, Саратовская область, Краснодарский край, Ставропольский край, Красноярский край (Исключая Дагестан) | 88 482             | Лезгины в России        |
| Турция                        | Балыкесир, Карс, Стамбул | 34 400             | Лезгины в Турции        |
| Туркменистан                  | Ашхабад, Туркменбаши, Балканабад | 19 500             | Лезгины в Туркменистане |
| Казахстан                     | Мангистауская область и Актау | 13 807             | Лезгины в Казахстане    |
| Украина                       | Харьков, Днепр, Киев, Одесса | 5- 10 тыс          | Лезгины на Украине      |
| Узбекистан                    | Ташкент | 4,3 тыс.           | Лезгины в Узбекистане   |
| Кыргызстан                    | Бишкек, Чуйская область | 2 657              | Лезгины в Кыргызстане   |
| Грузия                        | | 2300               | Лезгины в Грузии        |
| США                           | | 3 826              | Лезгины в США           |
| Эстония                       | Таллин | 1280               | Лезгины в Эстонии       |
| Германия                      | Берлин | 527                | Лезгины в Германии      |
| Латвия                        | Рига | 245                | Лезгины в Латвии        |

## Известные представители лезгинской диаспоры
Австралия
- Джабар Магомедович Аскеров — кикбоксер, а так же, чемпион Европы по тайскому боксу среди профессионалов. Родом из села Курах Курахского района, вырос в Дербенте, живет в Мельбурне.

США
- Рагим Бабаев — основатель и первый президент Азербайджанского Общества Америки, а также лидер Кавказской диаспоры (штат New Jersey, США). Родом из села Кчан Кусарского района.
- Юсуф Нурмагомедович Эмиров —  ученый-исследователь центра нанотехнологий Университета Южной Флориды. Родом из Дербентского района.
- Эльдар Махсумов — доктор экономических наук, профессор Бостонского университета. Родом из Кусарского района.
- Видади Юсибов —  ученный, журнал «Esquire» включила Юсибова в десятку «светлейших умов Соединенных Штатов Америки». В частности Юсибов сообщает, что его организация создает препараты, способные вылечивать раковые заболевания. Родом из Кусарского района.
- Тамара Керимова — предпринимательница, президент Трансконтинентальной корпорации «TransAtlantic Partners, LLC», основатель компании «Intertorg Inc.», основатель и главный исполнительный директор Club Solvero for Business. Родом из Курахского района.
- Тофик Ханмамедов — учёный - химик. Впервые в мировой практике им были предложены новые схемы формирования циклической серы в виде S6 и S8 на поверхности катализатора в реакторах установок Клауса и окисления сероводорода. Родом из Кусарского района.
- Махир Багиров — ученный, доктор медицинских наук (США Атланта) . Махир работает в ведущем медицинском учреждении США "EMORU". Является практикующимся учёным - гистологом.
- Мирзабеков Тажиб Ахмедханович — главный исполнительный директор и ведущий ученый МСМ Protein Technologies Inc.Вице -президент по исследованиям и развитию Multispan Inc. Родом из Дербентского района.

Белорусь
- Алим Селимов —  борец классического стиля. Двукратный чемпион мира по греко-римской борьбе (2005, 2011). Заслуженный мастер спорта Республики Беларусь (2012). Был признан лучшим спортсменом Беларуси по итогам 2011 года. Председатель Белорусской федерации борьбы. Родом из Касумкента.
- Джавид Гамзатов —   борец классического стиля. Бронзовый призёр Универсиады (2013), бронзовый призёр чемпионата мира (2013), бронзовый призёр Олимпийских игр в Рио-де-Жанейро (2016). Родился в Кизилюрте, родом из села Куруш Докузпаринского района[15].
- Абдурахман (Радик) Кулиев —   борец классического стиля.  Серебряный медалист Чемпионата мира по борьбе 2017 года, Чемпионата Европы по борьбе 2017 и 2021 годов в весовой категории до 80-82 кг. Бронзовый призёр Кубка Мира 2020 в весовой категории 82 кг. Родом из села Куруш Хасавюртовского района.[16]

Великобритания
- Иман Гаджиев (Iman Gadzhi) — предприниматель и блогер, самый известный лезгин в англоязычной среде. Родом из города Дагестанские Огни.
- Шахмар Муталлимов — боец ММА, родом из села Ушкун Кубинского района.

Германия
- Мухаммад Ахмедов— боец ММА родом из села Яргун, Кусарского района, родился в Баку, вырос в Москве, живет в Мюнхене.
- Руфат Дадашов —  футболист, родом из Кусарского района, родился в Баку.
- Ренат Дадашов —  футболист, родом из Кусарского района, родился в Рюдесхайм-ам-Райне.

Казахстан
- Куруглиев, Камиль Магомедович —  борец вольного стиля. Призёр чемпионата Казахстана, родом из села Цнал Хивского района.

Кыргызстан
- Ислияр Алиев —  боец ММА, родом из Дербентского района.

Туркменистан
- Якуб Кулиев  — советский кавалерийский военачальник, генерал-майор.[17][18][19]

Турция
- Эмре Белёзоглу  — футболист, Игрок клуба «Фенербахче» и сборной Турции. Включён в список ФИФА 100[20]. Родом корни из Хивского района.
- Мехмет Реджеп Пекер — турецкий военный и государственный деятель премьер-министр Турции (1946–1947).

Украина
- Абдулвагаб Магомедов —   предприниматель. Родом из села Хиль Кусарского района, родился и вырос в Киеве.
- Загиддин Габибулаев —   предприниматель , политический и общественный деятель , руководитель общественной организации «Общественная сила». Родился в Баку, родом из пгт Белиджи Дербентского района.[21]